# Божейко Володимира Іванівна
Божейко Володимира Іванівна (1897—1955) — українська піаністка; концертувала протягом 1920-1930-х років у Відні, Граці, Празі, Львові, Перемишлі, Станиславові.

## Життєпис
Народилася Володимира Божейко в с. Ставчани Пустомитівського р-ну Львівської області в 1897 р. у родині священика. В сім'ї отця Божейка виховувалось 10 дітей. Попри скромне фінансове становище та смерть дружини, батько зміг дати освіту всім дітям. Хлопці навчалися в Українській чоловічій гімназії м. Перемишля. Володимира ж, як і її сестри, навчалася в Дівочому інституті Перемишля.
При інституті діяла музична школа (філія ВМІ ім. М.Лисенка [Архівовано 17 червня 2016 у Wayback Machine.]), яку очолила видатна піаністка Ольга Окуневська. Вона була випускницею Віденської консерваторії та чотири роки вчилася у Миколи Лисенка. Отож, Володимира потрапила у «добрі руки». За п'ять років (1910—1915) В.Божейко опанувала повний курс музичної школи. За її професійним зростом з цікавістю спостерігав Станіслав Людкевич. Саме Станіслав Пилипович дав рекомендації продовжити освіту  у столиці Австрії. 1915 року Володимира стала ученицею одного з найкращих професорів  Віденської музичної академії Ґеорґа Лялєвича (під його керівництвом навчалася три роки). Після закінчення Академії перейшла до класу Анджело Кессісоґлю у Новій віденській консерваторії.
У 1921 р. дебютувала у Малій залі Концертного дому у Відні. Цей концерт був початком двадцятилітньої концертної діяльності. Була першою західноукраїнською піаністкою, яка у 1923 році дала у залі Вищого Музичного Інституту ім. М.Лисенка (тепер це зала ЛДМУ ім. С.Людкевича) перший програмний сольний концерт фортепіанної музики. Після повернення на Батьківщину В.Божейко не лише виступала на концертній діяльності, а й присвятила себе педагогіці.
Як педагог В.Божейко продовжила справу Ольги Окуневської [Архівовано 14 листопада 2018 у Wayback Machine.]. Аж до початку німецької окупації Галичини вона викладала у філії ВМУ ім. Лисенка в Перемишлі (1926—1940).
Війна перервала активну концертну діяльність. Довелось змінити і місце проживання і місце постійної праці — Володимира переїхала до Львова. Тут вона була одним з провідних педагогів ВМІ ім. Лисенка (тепер ЛДМУ ім. С.Людкевича), а від 1946 р. майже десять років виконувала обов'язки концертмейстера капели «Трембіта». Померла Володимира Божейко 13 серпня 60 років тому. Похавана в рідних Ставчанах, біля могили батьків.

## Творчість
Володимира Божейко була віртуозною піаністкою з енергійною, темпераментною, чоловічою манерою виконання, мала яскраво індивідуальне мистецьке обличчя. Гру її характеризували швидкі темпи, активні ритми, потужне звучання, велика фізична витривалість. Блискуча техніка та природні можливості дозволили їй з успіхом відтворювати найскладніші твори композиторів–романтиків.Станіслав Людкевич писав про Божейко: «Піаністка має більший нахил до бравурного, блискучого Лістівського жанру, до буйних ритмів, мінливих акцентів, ніж до сконцентрованого в собі, архітектонічного старого стилю або до мрійливих настроїв Шопена… Свіжий, здоровий, не раз вибуховий темперамент домінує в ній над хитрощами рефлексії»
Володимира Божейко вдихнула нове життя у фортепіанне виконавство Галичини. Вона запровадила «клавірабенди» — сольні концерти з серйозними програмами. Традицію таких концертів, які були дуже популярними серед слухацької авдиторії Європи, згодом продовжили Любка Колесса, Галя Левицька та Роман Савицький. Варто також підкреслити професійність підходу до вибору програми концертів. Тембральну одноманітність речиталю піаністка вміла компенсувати різноманітністю програми. Відомо, що Володимира Божейко виконувала транскрипції органних творів Баха, сонати Бетовена, твори Шумана та Шопена, рапсодії Ліста та Лисенка, варіації Брамса та Чайковського. Незмінною складовою репертуару Володимири Божейко були опуси Лисенка, Людкевича, Барвінського, Косенка. Піаністка була постійною учасницею Шевченківських святкувань.

## Літратура
- Божейко Володимира Іванівна [Архівовано 4 червня 2020 у Wayback Machine.] // ЕСУ
- Кашкадамова Н. Фортеп'янне мистецтво у Львові. — Тернопіль, 2001. ISBN 966-7692-80-9
- Лабанців-Попко З. 100 піаністів Галичини. — Львів, 2008. ISBN 966-8868-12-9